# Ida Ferenczy
Ida von Ferenczy de Vecseszék, Canonesa de Brünn (Kecskemét, Hungría, 7 de abril de 1839 - Viena, Austria, 28 de junio de 1928), fue una figura aristócrata, conocida por ser una de las damas de compañía de la Emperatriz Isabel de Baviera, más conocida como Sisi.

## Biografía
Nacida en la ciudad de Kecskemét, en 1839, en el seno de una familia de la nobleza rural de Hungría, fue elegida por la Emperatriz Isabel de Baviera en 1863 como una de sus damas de compañía. El hecho levantó ampollas en los sectores más tradicionales de la corte, entre ellos el que representaba la suegra de la Emperatriz, la archidquesa Sofía de Baviera. Aparte de que el uso del húngaro estaba totalmente prohibido en la Corte Imperial de Austria, una persona sin título de nobleza no podía pertenecer al séquito de una Emperatriz ni aparecer en público con ella. Como solución, Isabel la nombró Canonesa de Brünn y Lectora de Su Majestad, a la par que le otorgó el título nobiliario austríaco de Frau, que en español viene a traducirse como Señora, o en algunas ocasiones como Baronesa.
El papel de Ida, así como el de otras de sus damas de compañía húngaras como Marie Festetics o la condesa Irma Sztáray, fue imprescindible en la vida de Isabel de Baviera. Ida, por su parte, jamás contrajo matrimonio y dedicó toda su vida al servicio de la Emperatriz. Fue fiel acompañante en sus interminables viajes, dama de compañía, lectora, amiga y su principal enlace con la nobleza y la élite de la política húngara. Fue ella quien puso en contacto al conde Gyula Andrássy con la Emperatriz e incluso sirvió de mensajera en el sonado romance del Emperador Francisco José I con la actriz Katharina Schratt.
Tras el asesinato de Isabel de Baviera, ocurrido en Ginebra en 1898, fue una de las encargadas de hacer cumplir sus disposiciones testamentarias. Ida poseía gran parte del legado de la Emperatriz, entre el que se encontraban poemas, cartas, y diversos objetos personales como muebles, joyas, retratos o vestidos.
Entre 1899 y 1928, donó gran parte de ese legado para la apertura de un museo en su honor, el Königin Elisabeth Gedenkmuseum, inaugurado en 1908 y que tuvo su sede en el Castillo de Buda. El museo cerró sus puertas en 1944 tras la instauración del régimen socialista que nació de la Segunda Guerra Mundial. En 1989, con el cambio de régimen, el culto a la Emperatriz Isabel revivió y el museo en su honor reabrió sus puertas en el Palacio Real de Gödöllő.
Ida falleció en Viena, en 1928, a los 89 años y fue enterrada en el cementerio de Szentháromság en su ciudad natal, en el panteón familiar de los Ferenczy.